# USS Maury (DD-401)
DD 401 Maury (Корабль соединённых штатов Мэури) — американский эсминец типа Гридли, головной в серии.
Заложен на верфи Bethlehem Steel, San Francisco 24 марта 1936 года. Спущен 14 февраля 1938 года, вступил в строй 5 августа 1938 года.
В августе 1943 году принимал участие в бою в заливе Велья в ходе которого были затоплены 3 эсминца японского флота, осуществлявшие переброску сил в гарнизоны на Соломоновых островах.
Выведен в резерв 19 октября 1945 года. Из ВМС США исключён 1 ноября 1945 года.
Продан 23 мая 1946 года фирме «Hugo Neu Steel Products Inc.» в Нью-Йорк, перепродан 13 июня 1946 года фирме «Northern Metal Co.» в Филадельфию и разобран на слом.